# Зимеринг
Зимеринг (на немски: Simmering) е единадесетият окръг на Виена. Населението му е 103 043 жители (по приблизителна оценка от януари 2019 г.).

## Подразделения
- Алберн
- Кайзерберсдорф
- Зимеринг